# James Cardona
James Cardona Bravo (30 marzo 1967) è un ex calciatore colombiano, di ruolo difensore.